# Самос-1
Самос-1 (англ. Samos 1, Satellite and Missile Observation Satellites укр. супутник стеження за супутниками і балістичними ракетами), інша назва Самос-І1 № 1 (англ. SAMOS-E1 no. 1) — американський розвідувальний супутник типу І-1 (англ. E-1), невдало запущений за програмою Самос. Космічний апарат мав стати першим у світі супутником оптичної розвідки з передачею даних наживо радіозв'язком.

## Опис
Апарат у формі циліндра було змонтовано у верхній частині Аджени-Ей. Аджена-Ей разом із Самосом-1 мала довжину 6,6 м, діаметр 1,5 м. Апарат мав камеру із системою зчитування зображень, систему передачі даних наживо радіозв'язком, детектор космічних променів, вимірювач плазми, акустичні і сіткові детектори мікрометеоритів. Також апарат мав набір приладів для науково-дослідних та дослідно-конструкторських робіт типу Еф-1 (англ. F-1, ferret — нишпорити). Живлення мали забезпечувати нікель-кадмієві акумулятори. Орієнтація апарата мала здійснюватись газовими двигунами на азоті.
Камера типу І-1 мала фокусну відстань 1,83 м, роздільну здатність 30 м і могла в одному кадрі охопити площу земної поверхні розміром 161 × 161 км. Зображення мало зчитуватись за допомогою електрооптичного ефекту і передаватись наживо радіозв'язком.

## Запуск
11 жовтня 1960 року о 20:33 UTC ракетою-носієм Атлас-Аджена-Ей з космодрому Ванденберг було запущено Самос-1. Збій системи управління ракети Атлас не перешкодив польоту, однак при відокремленні Аджени-Ей з системи управління орієнтацією витік азот і Аджена-Ей після відокремлення не змогла стабілізуватись і полетіла не за розрахунковою траєкторією і через 10 хвилин після запуску впала у Тихий океан.